# Жербатиха
Жербатиха — деревня в Курагинском районе Красноярского края Российской Федерации.
Входит в состав сельского поселения Имисский сельсовет.

## История
Деревня основана переселенцами из Пермской губернии в 1854-1855 годах.
Переселенцы были государственными крестьянами Оханского, Красноуфимского и Чердынского уездов.
По переписи 1858 года (10 ревизская сказка) в деревне Жербатиха жило 29 семей (106 человек мужского пола, 95 женского пола). Крестьяне были переведены из Пермской Губернии из Оханского и Красноуфимского уездов по указу Енисейской Казенной Палаты от 24 февраля 1855 года за №2431. Первым старшиной деревни был Лукин (Лукиных) Савелий Григорьевич. На данный момент в д. Жербатиха проживает 237 человек.

## Происхождение названия
Название образовано от горы "Жербатъ" и  с помощью суффикса -их(а). Данный микротопоним на -иха был очень распространен в Пермской губернии.

## Население
| 1858 | 2010 |
| ---- | ---- |
| 201  | ↗298 |